# 舊貢恰里
51°17′54″N 33°59′21″E / 51.29833°N 33.98917°E
舊洪恰里（烏克蘭語：Старі Гончарі）是位於烏克蘭東北部的村莊，由蘇梅州科諾托普區的新斯洛博達市鎮負責管轄。該村距離什里亞埃韋和新貢恰里1公里，海拔高度188米，2001年人口65。